# Petăr Mladenov
Petăr Tošev Mladenov (in bulgaro Петър Тошев Младенов?; Toševci, 22 agosto 1936 – Sofia, 31 maggio 2000) è stato un diplomatico e politico comunista bulgaro.

## Biografia
Petăr Mladenov nacque in una famiglia contadina del villaggio di Toševci, nella regione di Vidin. Suo padre fu un partigiano anti-nazista, rimasto ucciso nel 1944. Finì le scuole superiori in un istituto militare, entrò all'università statale di Sofia e si laureò all'Istituto Statale Moscovita per le Relazioni Internazionali nel 1963. Servì come ministro degli esteri per quasi vent'anni sotto il regime del dittatore comunista Todor Živkov.
Mladenov entrò nel Politbüro e divenne ministro degli esteri nel 1971, rimanendo in carica fino al novembre del 1989, quando partecipò al colpo di Stato all'interno del Politburo per rovesciare Živkov. Mladenov quindi sostituì l'ex dittatore nelle sue posizioni principali, diventando Segretario generale del Partito Comunista e presidente del Consiglio di Stato. Avendo assistito al rovesciamento degli altri governi comunisti dell'Europa orientale, Mladenov decise di riorganizzare il sistema di governo. Entrambe le sue posizioni furono abolite nel 1990, ma Mladenov divenne il primo presidente della Bulgaria nell'aprile 1990. Il suo governo aiutò i lavoratori disoccupati a effettuare un cambiamento lavorativo.
Mladenov si dimise dalla carica di Presidente nel luglio 1990, dopo che venne allo scoperto il suo suggerimento di utilizzare carri armati contro una dimostrazione anti-governativa nel dicembre 1989, assicurandosi un posto nella storia con la frase "Meglio che vengano i carri armati" (in bulgaro По-добре танковете да дойдат?). Anche se ciò danneggiò la sua reputazione di liberale e riformatore socialista, si distinse per il suo ruolo nel transito della Bulgaria da un sistema socialista a uno di libero mercato.
Mladenov subì un bypass coronarico a Houston nel 1986, che lo lasciò con una salute fragile negli anni successivi. Morì nel 2000 a Sofia, lasciando la moglie Galja e una figlia.